# Dia Mundial da Audição

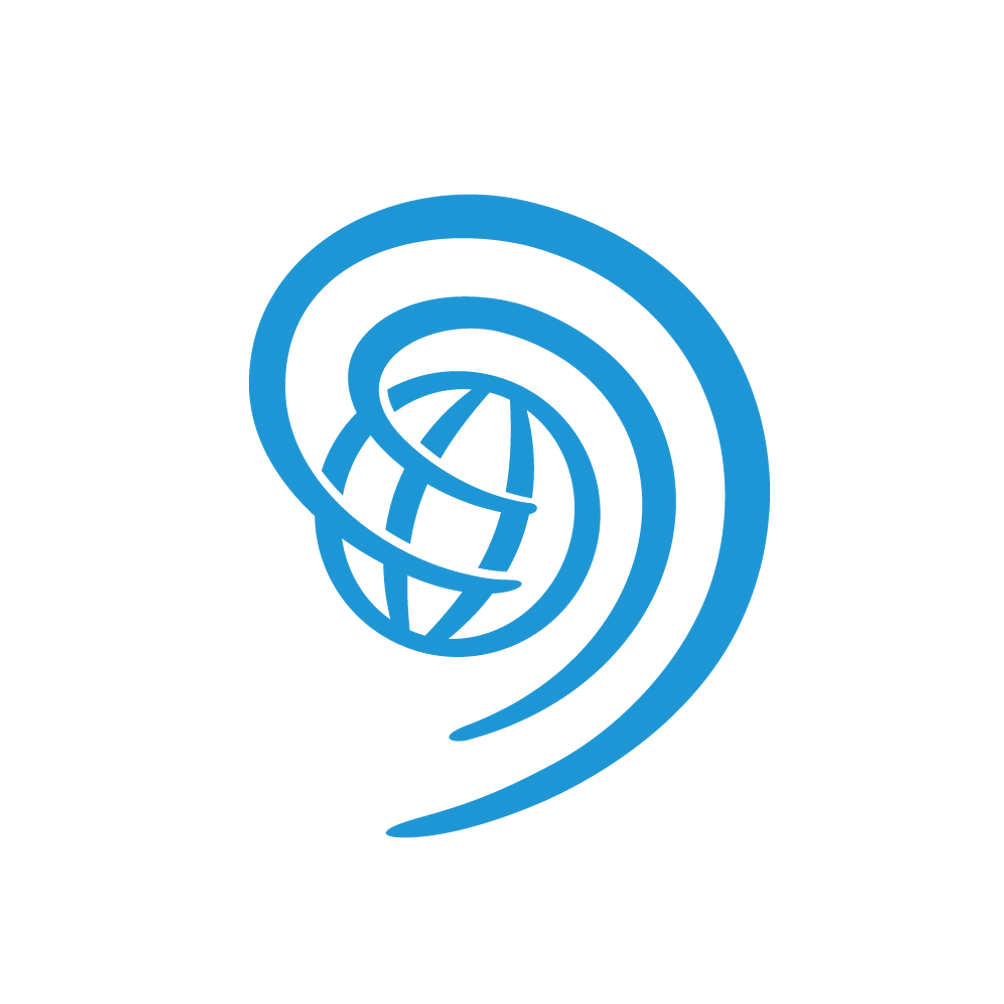
Logotipo do Dia Mundial da Audição

O Dia Mundial da Audição é uma campanha realizada anualmente pelo Escritório de Prevenção da Cegueira e Surdez da Organização Mundial da Saúde (OMS). As atividades acontecem em todo o mundo no dia 3 de março, com o objetivo de compartilhar informações e promover ações para a prevenção da perda auditiva e promoção dos cuidados auditivos. Na primeira Conferência Internacional de Prevenção e Reabilitação da Deficiência Auditiva, em 2007, a data foi estabelecida como o Dia Internacional do Cuidado da Orelha. Em 2015, o nome foi mudado para Dia Mundial da Audição, focando mais na função do que no órgão da audição. A cada ano, a OMS seleciona um tema, desenvolve materiais educacionais e os disponibiliza gratuitamente em vários idiomas. Também incentiva, coordena e relata eventos em todo o mundo.
De acordo com o Relatório Mundial sobre a audição lançado pela OMS no ano de 2021, cerca de 2,5 bilhões de pessoas em todo mundo, correspondendo em uma a cada quatro pessoas, apresentarão algum grau de perda auditiva até 2050, e destas, estima-se que 700 milhões necessitarão de acesso a cuidados auditivos e de reabilitação, caso não sejam tomadas medidas que possam modificar este contexto. Desse modo, o Dia Mundial da Audição é uma maneira de destacar a necessidade atenção à saúde auditiva e de intensificar as ações que colaborem com a prevenção e tratamentos das perdas auditivas.

## Dia Mundial da Audição 2024

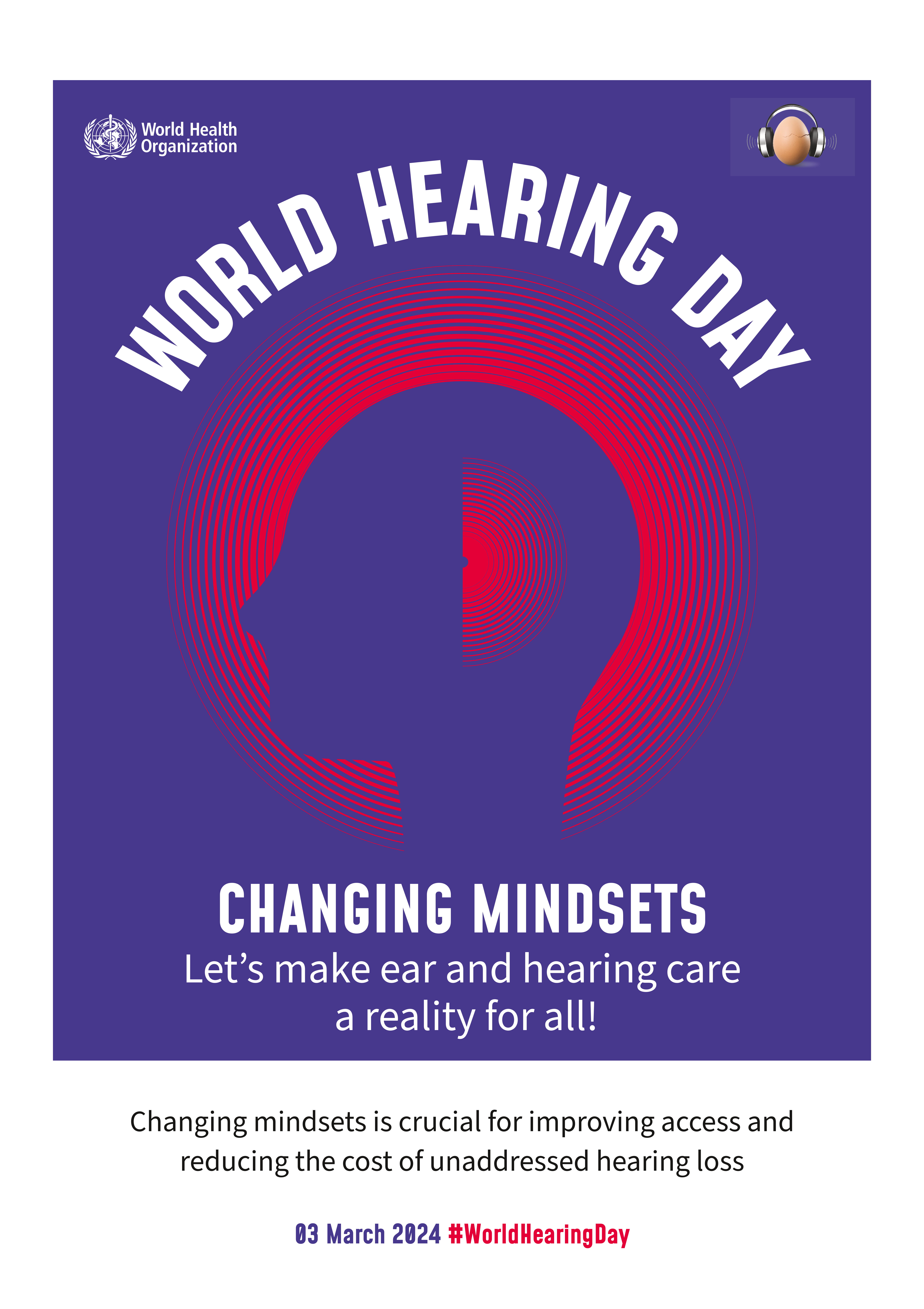
Dia Mundial da Audição 2024, "Mudando mentalidades"

A campanha do Dia Mundial da Audição 2024 se concentrará em superar os desafios colocados pelas percepções erradas da sociedade e estigmatizar as mentalidades através da sensibilização e da comunicação de informações direcionadas ao público e aos profissionais de saúde. O tema escolhido para 2024 é "Façamos dos cuidados de ouvido e audição uma realidade para todos!" ("Let’s make ear and hearing care a reality for all!").
A OMS enfatiza a importância dessas mensagens-chave. É destacado como um fato que mais de 80% das pessoas em todo o mundo que precisam de cuidados auditivos não os recebem. Esta situação envolve um custo estimado de US$ 1 trilhão de dólares relacionado com a perda auditiva sem tratamento.
As percepções sociais e a estigmatização são reconhecidos como fatores que dificultam a prevenção e o tratamento da perda auditiva. Os principais objetivos do Dia Mundial da Audição 2024 serão abordar os desafios relacionados com a audição, fornecendo informações baseadas em evidências para reformular a percepção pública da perda auditiva. E servir como um chamado para o combater do estigma e ampliação do acesso equitativo a saúde auditiva.

## Dia Mundial da Audição 2023

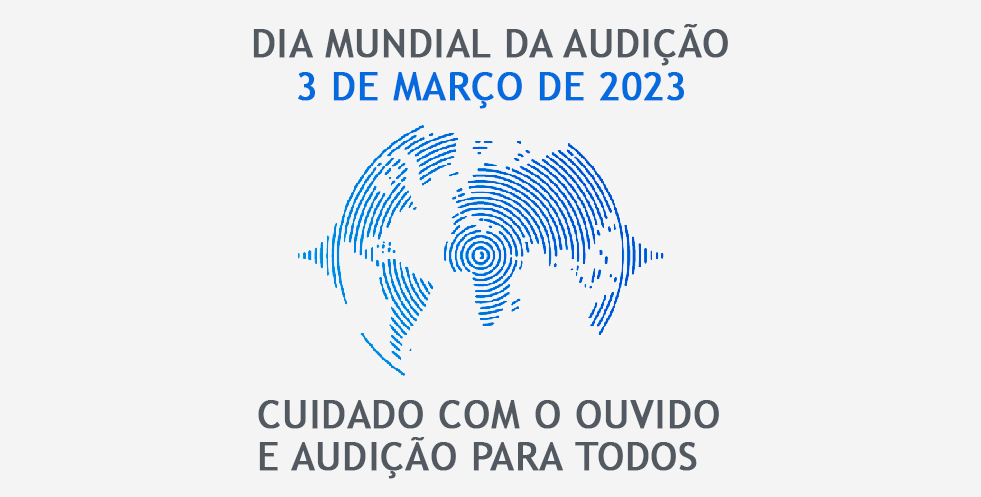
Dia Mundial da Audição

O tema para 2023 e anos subsequentes é "Cuidado com o ouvido e audição para todos! Vamos torná-lo realidade". O Dia Mundial da Audição de 2023 não apenas destacará a importância de integrar o cuidado com o ouvido e audição na atenção primária, como um componente essencial da cobertura de saúde universal, mas também fornecerá ferramentas para essa integração ou expansão de serviços.
Um novo manual de treinamento "Manual de treinamento de cuidados primários do ouvido e audição para profissionais de saúde e clínicos gerais" foi lançado em 3 de março de 2023, acompanhado por uma manual do instrutor e outros recursos da comunidade. O Dr Tedros Adhanom Ghebreyesus, Diretor Geral da OMS, explicou a campanha num vídeo celebratório.  O Wiki4WorldHearingDay2023, um Edit-a-Thon, fez parte das atividades de 2023 da campanha, para facilitar a contribuição do conteúdo relacionado à audição para a Wikipédia em vários idiomas. As atividades são relatadas em um painel da Wikimedia.

## Dia Mundial da Audição 2022

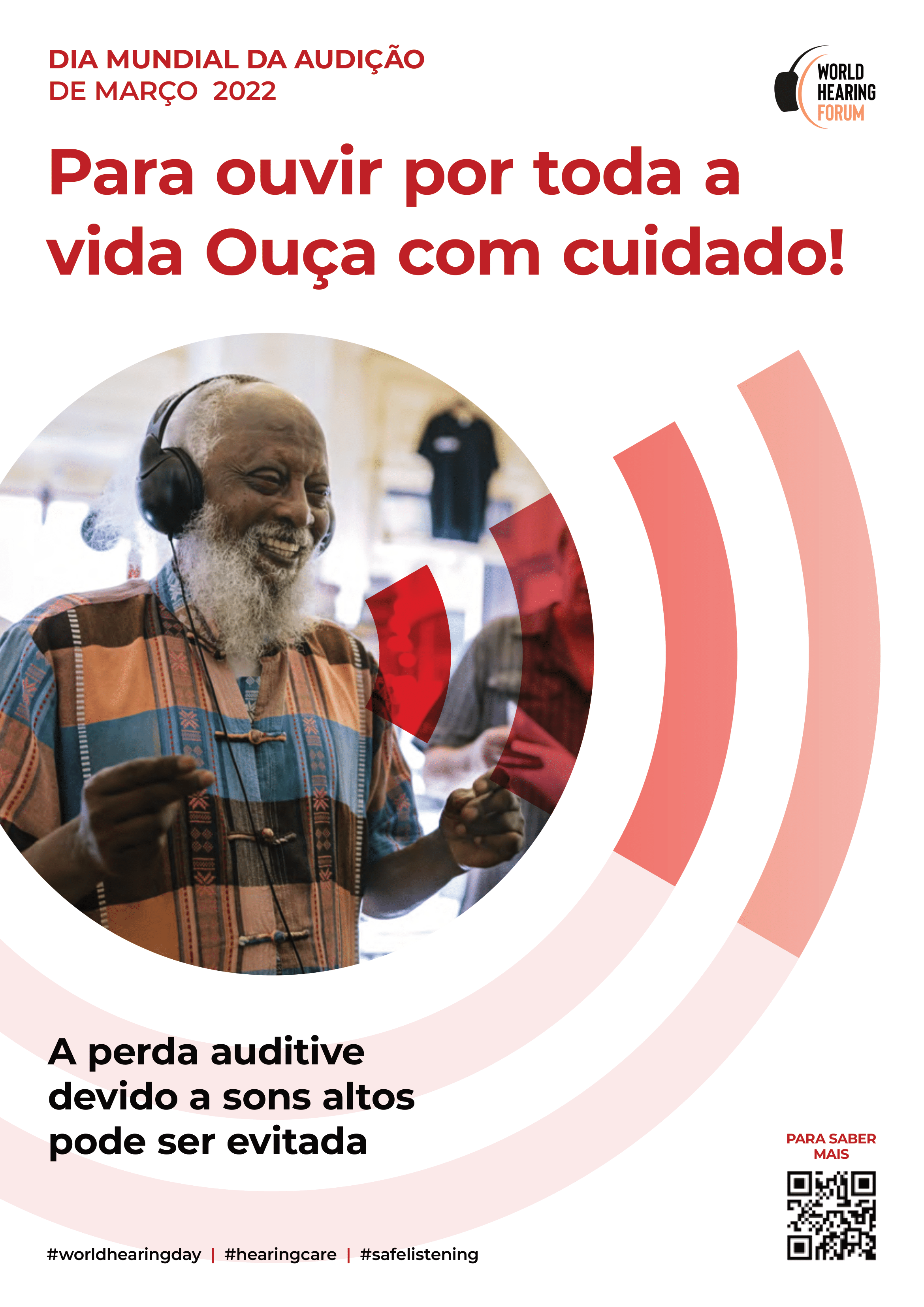
Tema da campanha 2022

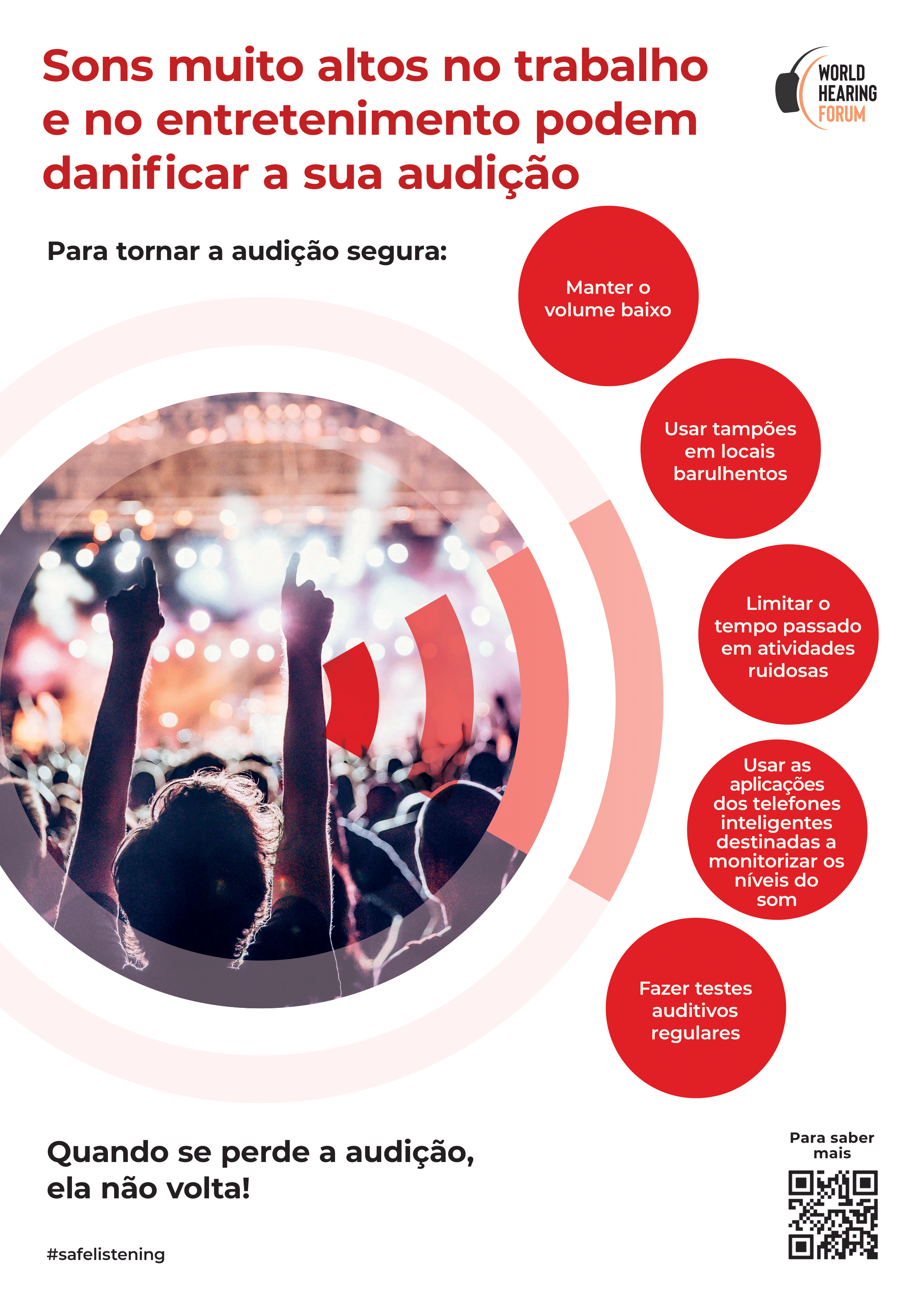
Material educacional - Campanha 2022

O Dia Mundial da Audição 2022 teve como propósito destacar a necessidade e importância de se preservar a audição, por meio da escuta segura e cautelosa, com atenção à prevenção da perda auditiva e a conservação da audição, para que se ouça bem por toda a vida.
Desse modo, foi definido pela Organização Mundial de Saúde (OMS) o tema ‘’Para ouvir pela vida, ouça com cuidado’’, visando a promoção de um olhar atento aos cuidados à saúde auditiva, tendo em vista os riscos aos quais a população pode estar exposta e possam causar danos a audição. Além disso, a OMS preconiza que algumas causas comuns a perda auditiva podem ser evitadas, como, por exemplo, a perda auditiva por exposição as altas intensidades sonoras.

## Dia Mundial da Audição 2019

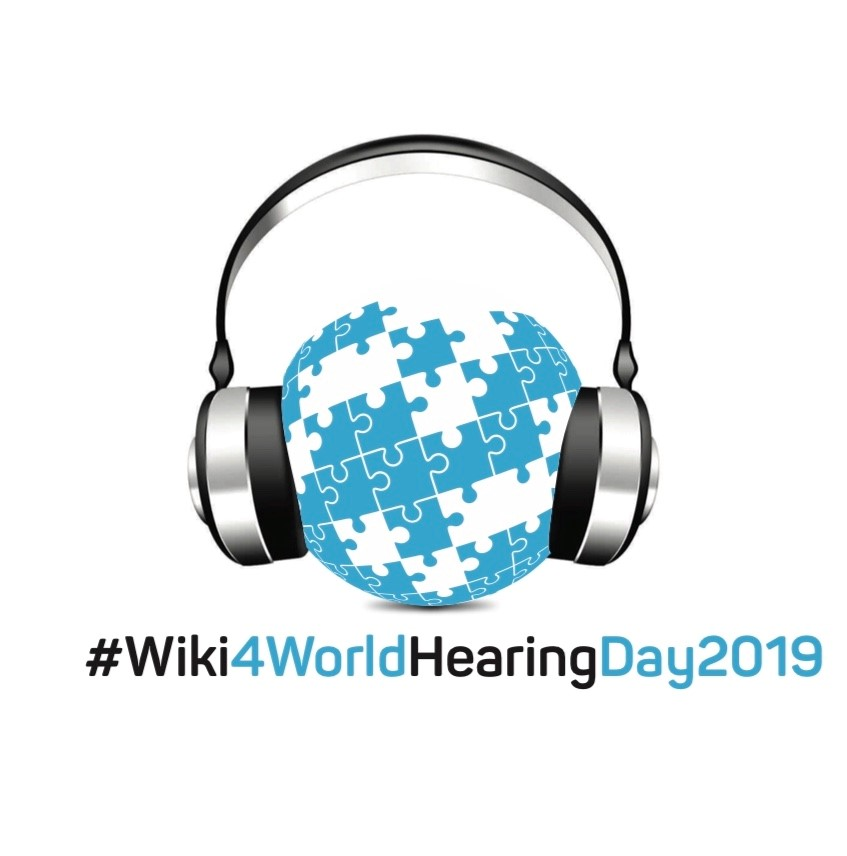
Logotipo da campanha global

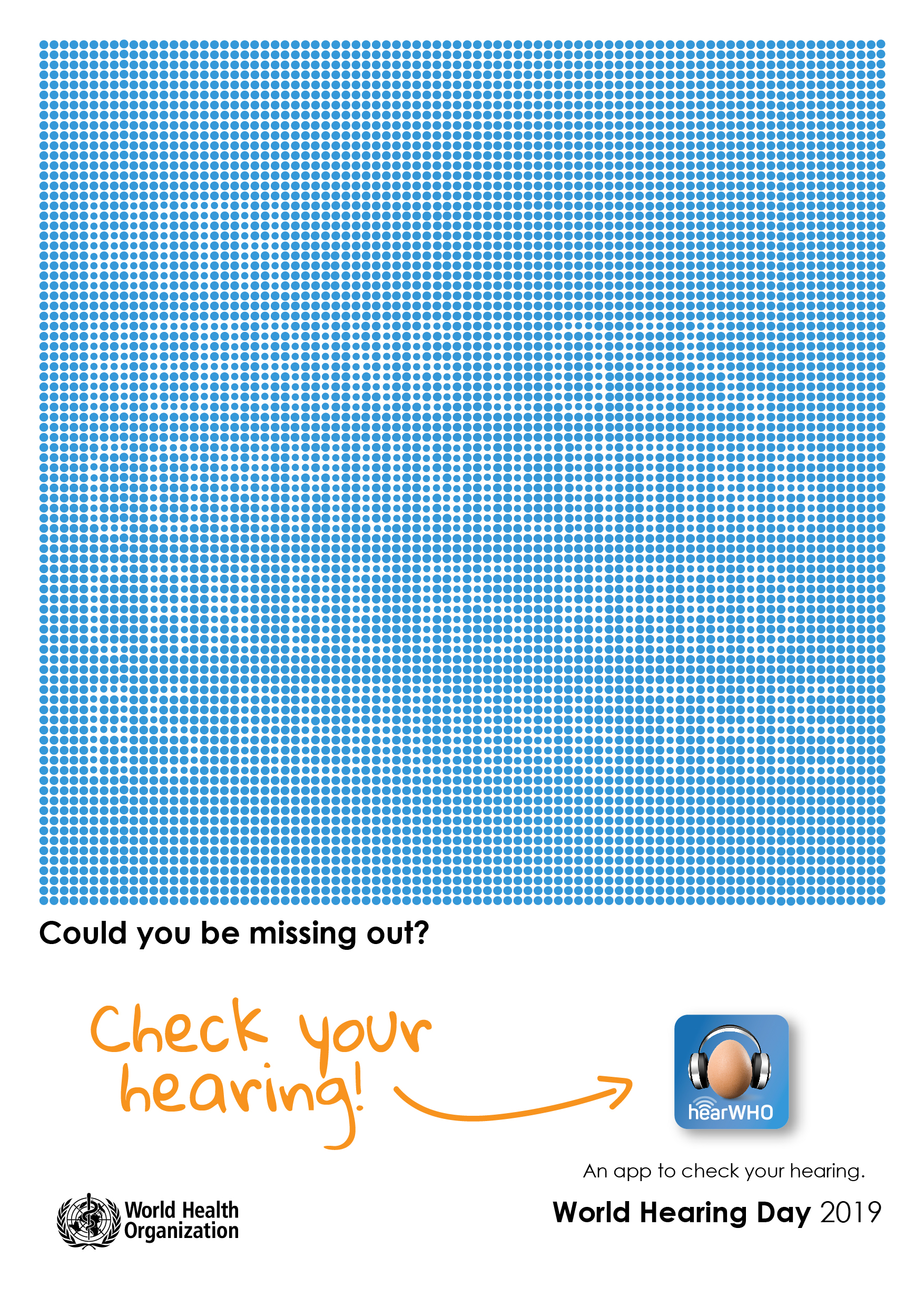
Cartaz e outros materiais disponíveis on-line em https://www.who.int/deafness/world-hearing-day/2019/en/

O tema da campanha de 2019 foi "Verifique sua audição", pois dados de países desenvolvidos e em desenvolvimento indicam que uma parte significativa do ônus associado à perda auditiva advém de dificuldades auditivas não corrigidas. Um estudo realizado no Reino Unido indica que apenas 20% das pessoas com problemas auditivos procuram tratamento.
Um estudo realizado na África do Sul relatou que indivíduos que apresentam dificuldades auditivas esperam entre 5 e 16 anos para procurar diagnóstico e tratamento. Duzentos e noventa e um eventos/atividades de 81 países foram registrados e serão descritos em seu relatório anual. Para a celebração, em 25 de fevereiro de 2019, a OMS lançou o "hearWHO", um aplicativo gratuito para dispositivos móveis que permite às pessoas verificar regularmente sua audição e intervir precocemente em caso de perda auditiva. O aplicativo é direcionado para aqueles que correm risco de perda auditiva ou que já experimentam alguns dos sintomas relacionados à perda auditiva.
O Wiki4WorldHearingDay2019, um Edit-a-Thon, fez parte das atividades de 2019 da campanha, para facilitar a contribuição do conteúdo relacionado à audição para a Wikipédia em vários idiomas. As atividades são relatadas em um painel da Wikimedia. Além disso, foi realizado um Meet-up com apresentações de pesquisadores da HEAR em Cincinnati, do Instituto Nacional de Segurança e Saúde Ocupacional, do Centro Nacional de Defeitos Congênitos e Deficiências do Desenvolvimento e do Centro Nacional de Saúde Ambiental, dos Centros de Controle de Doenças e Prevenção, pelo Wikipedista em residência do Instituto Nacional de Segurança e Saúde Ocupacional e pelo Consultor da Wikipédia para Cochrane.

## Dia Mundial da Audição 2020
O tema da campanha de 2020 é "Não deixe uma perda auditiva te limitar. Audição para toda vida". Um dos documentos lançados durante a campanha de 2020 foi um relatório da OMS sobre Atendimento básico para saúde auditiva.

## Dia Mundial da Audição 2021
O tema da campanha de 2021 foi "Cuidados auditivos para todos". A OMS anunciou o lançamento do Relatório Mundial sobre a Audição para o dia 3 de março de 2021, que incluirá ferramentas e literatura para a implementação ou melhoria dos serviços de atendimento ligados a audição.

## Temáticas dos anos anteriores
| Ano  | Temática |
| ---- | --- |
| 2015 | "Tornar a audição segura”, que chamou a atenção para o crescente problema de perda auditiva induzida por ruído devido à exposição recreativa.                                                          |
| 2016 | “Perda auditiva na infância: aja agora, eis como!”, Que forneceu informações sobre medidas de saúde pública que poderiam impedir uma porcentagem significativa de casos de perda auditiva em crianças. |
| 2017 | “Ação para a perda auditiva: faça um bom investimento”, com foco no impacto econômico da perda auditiva.                                                                                               |
| 2018 | "Ouça o futuro" para destacar as estimativas de um aumento no número de pessoas com perda auditiva em todo o mundo nas próximas décadas.                                                               |